# Mini Transgascogne
La Transgascogne 6.50, plus couramment appelée Transgascogne, rebaptisée Mini Gascogna-Puru Challenge Race en 2021 puis PURU Transgascogne en 2023, est une course à la voile pour les bateaux de la classe Mini. Elle se dispute dans le golfe de Gascogne, en deux étapes, les années impaires. Depuis 2021, le départ et l'arrivée se font à Port-Bourgenay avec une escale dans le Pays basque espagnol à Getxo. En 2021, la société PURU Suisse GmbH est devenu le principal sponsor de cette course. En 2025, Gijon accueillera l'escale. La ville des Asturies avait déjà accueilli la course en 1997 et 2015.

## Historique
L'épreuve est créée  en 1988 sous le nom de Transgascogne 6.50. Depuis 1989, elle a lieu en été les années impaires, ce qui en fait l'avant-dernière épreuve du circuit Mini (avant la Mini Transat, dont le départ a lieu en septembre les années impaires). De 1988 à 2015, le départ et l'arrivée ont lieu à Port-Bourgenay, dans la commune vendéenne de Talmont-Saint-Hilaire. En 2017 et 2019, ils se font aux Sables-d'Olonne.
En 2021, l'organisateur change, et la Transgascogne 6.50 devient la Mini Gascogna-Puru Challenge Race. Elle renomme la PURU Transgascogne en 2023. Le départ et l'arrivée se font à nouveau à Port-Bourgenay.

## Modalités
La course est ouverte aux bateaux de série et aux prototypes. Ils sont menés par des solitaires ou par des équipages en double. Il y a donc quatre classements : Série solo et Proto solo, Série double et Proto double.
L'épreuve se dispute dans le golfe de Gascogne, en deux étapes, avec escale de quelques jours en Espagne : en 2007 à Santander, en 2009 et 2011 à Ribadeo, en 2013 et 2015 à Luanco (es), en 2017 à Avilés, en 2019 à Laredo, en 2021 à Getxo et 2025 à Gijón.
Depuis 2021, la course est organisée par la société Versace Sailing Management. Le directeur de course est Denis Hugues. 

## Palmarès

### Série solo

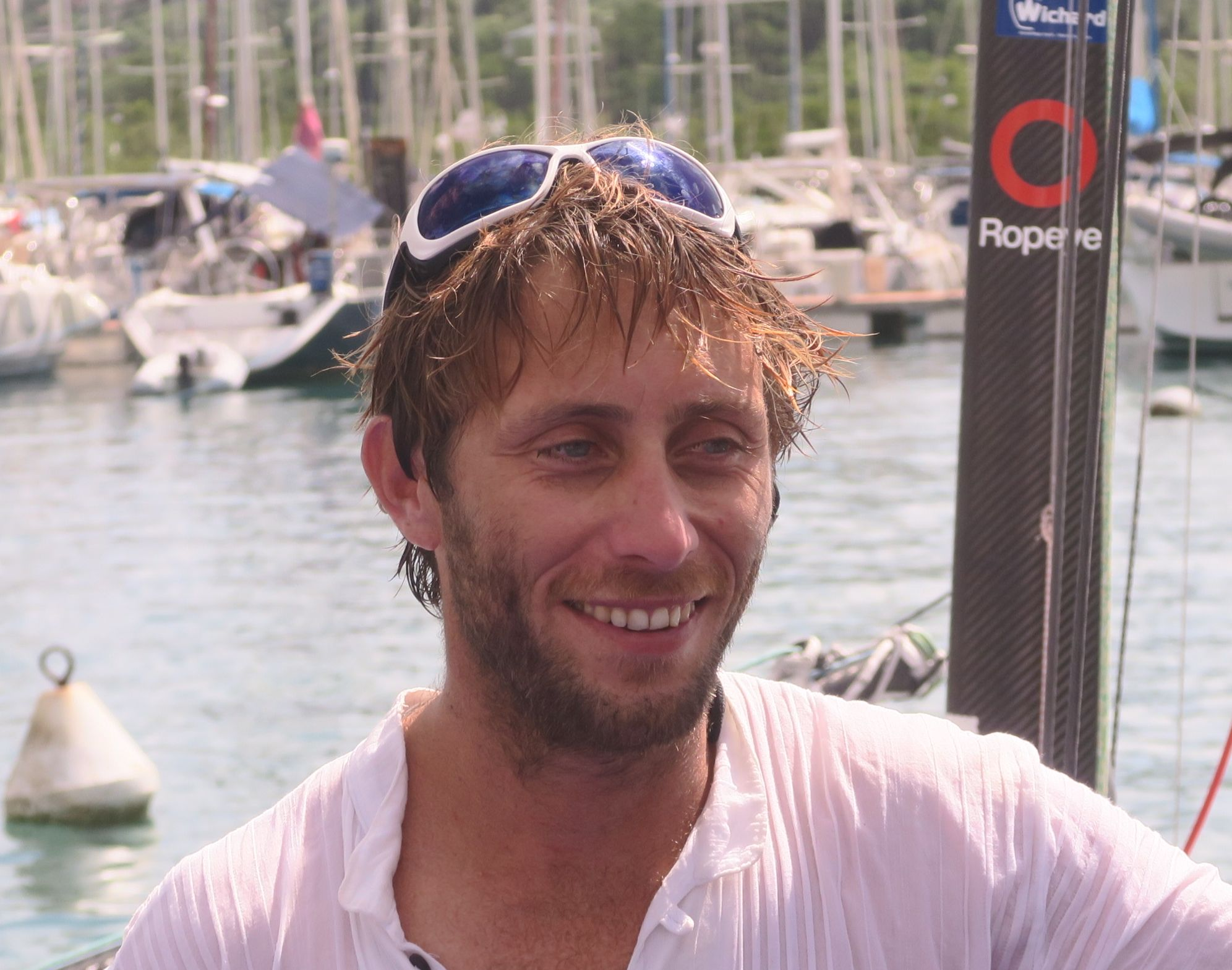
Ian Lipinski vainqueur en Série solo en 2015 et en Proto solo en 2017.

| Année | Vainqueur         | Bateau                                  | Temps                |
| ----- | ----------------- | --------------------------------------- | -------------------- |
| 1993  | Éric Levene       | Bilbo                                   | 9 j 8 h 20 min 10 s  |
| 1995  | Xavier Robert     | Navix                                   |                      |
| 1997  | Erwan Grouhel     | Le Bateau du fret aérien                |                      |
| 1999  | Hervé Colonne     | DCN Cherbourg                           |                      |
| 2001  | Rodolphe Jacq     | LK&B Communication-Ocei                 |                      |
| 2003  | David Tabore      | Armens                                  |                      |
| 2005  | Peter Laureyssens | Base Camp                               | 4 j 9 h 15 min 10 s  |
| 2007  | Nicolas Bunoust   | Défi pour la Terre                      | 3 j 1 h 1 min 21 s   |
| 2009  | Charlie Dalin     | Charliedalin.com                        | 5 j 13 h 35 min 15 s |
| 2011  | Aymeric Belloir   | Tout le monde chante contre le cancer   | 5 j 4 h 12 min 45 s  |
| 2013  | Simon Koster      | Go4it                                   | 4 j 0 h 36 min 42 s  |
| 2015  | Ian Lipinski      | Entreprises innovantes                  | 2 j 15 h 0 min 36 s  |
| 2017  | Clarisse Crémer   | TBS / Pile Poil                         | 4 j 8 h 51 min 23 s  |
| 2019  | Matthieu Vincent  | L'Occitane en Provence                  | 4 j 10 h 4 min 53 s  |
| 2021  | Alberto Riva      | Ediliziacrobatica 993                   | 3 j 12 h 1 min 5 s   |
| 2023  | Léo Bothorel      | LES OPTIMISTES-SECOURS POPULAIRE 17 987 | 3 j 1 h 50 min 55 s  |
| 2025  | Quentin Mocudet   | Saveurs et Délices 986                  | 3 j 21 h 07 min 38 s |

### Proto solo

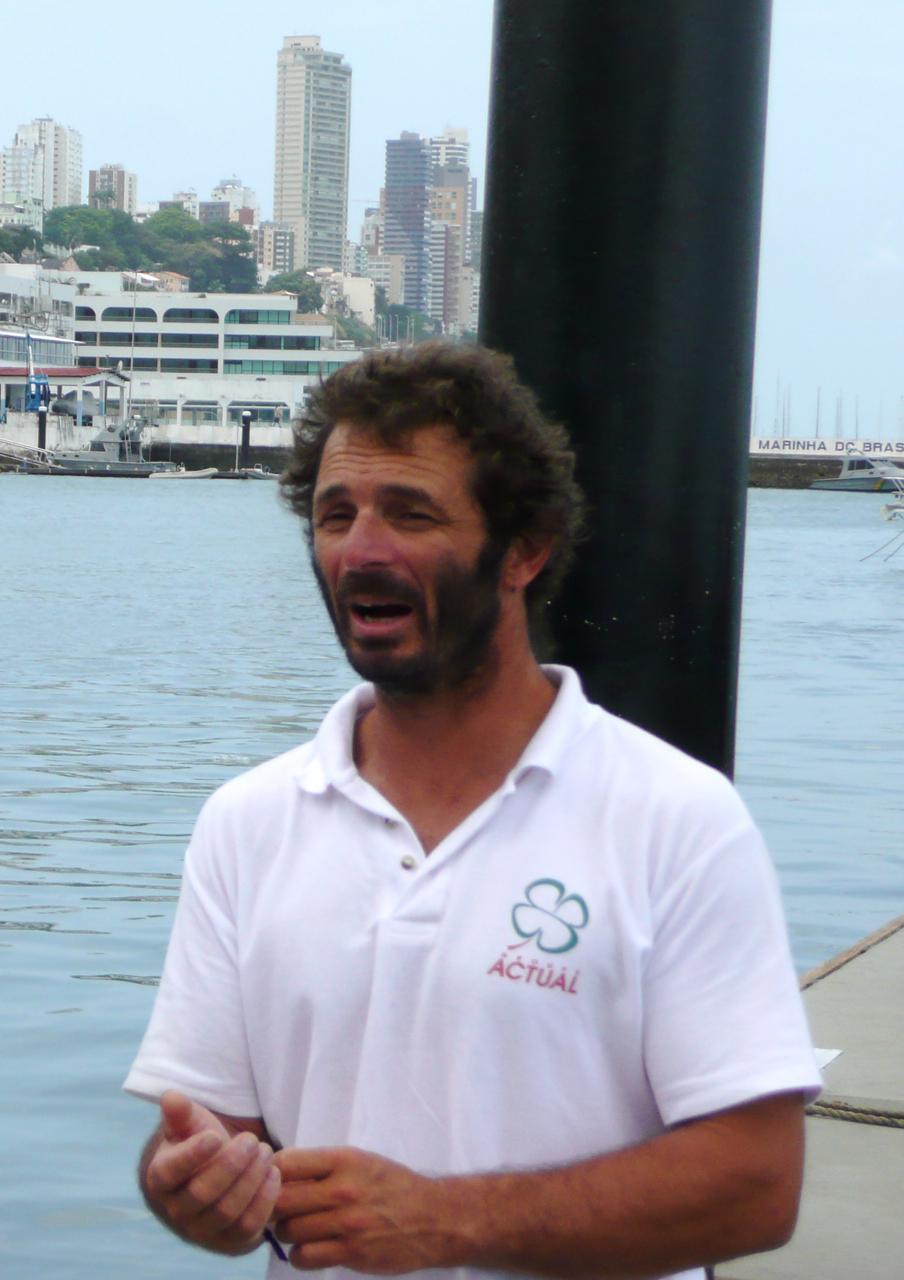
Yves Le Blevec vainqueur en Proto solo en 2001 et en 2007.

| Année | Vainqueur          | Bateau                      | Temps                |
| ----- | ------------------ | --------------------------- | -------------------- |
| 1988  | Olivier Hiver      | Vignottes                   |                      |
| 1989  | Philippe Vicariot  | Thom Pousse                 |                      |
| 1991  | Loïc Blanken       |                             |                      |
| 1993  | Gwen Chapalain     | Conserveurs bretons         | 7 j 14 h 21 min 17 s |
| 1995  | Yvan Bourgnon      | Omapi Saint-Brevin          |                      |
| 1997  | Thomas Coville     | Targaire                    |                      |
| 1999  | Lionel Lemonchois  | Mécénat chirurgie cardiaque |                      |
| 2001  | Yves Le Blevec     | Actual interim              |                      |
| 2003  | Armel Tripon       | Moulin Roty                 |                      |
| 2005  | Corentin Douguet   | E. Leclerc-Bouygues Telecom | 3 j 21 h 51 min 3 s  |
| 2007  | Yves Le Blevec     | Actual                      | 2 j 15 h 28 min 17 s |
| 2009  | Jörg Riechers (de) | Mare.de                     | 5 j 5 h 45 min 18 s  |
| 2011  | David Raison       | Teamwork Evolution          | 4 j 12 h 12 min 56 s |
| 2013  | Gwénolé Gahinet    | Watever / Logways           | 3 j 15 h 7 min 43 s  |
| 2015  | Axel Trehin        | Aleph Racing                | 2 j 9 h 13 min 16 s  |
| 2017  | Ian Lipinski       | Griffon.fr                  | 4 j 1 h 31 min 13 s  |
| 2019  | Erwan Le Mené      | Rousseau clôtures           | 4 j 5 h 39 min 16 s  |
| 2021  | Pierre Le Roy      | TeamWork 1019               | 3 j 6 h 11 min       |
| 2023  | Federico Waksman   | Repremar Logistics 1019     | 3 j 0 h 47 38 s      |
| 2025  | Benoit Marie       | Nicomatic-Petit Bateau 1067 | 2 j 23 h 47 13       |

### Série double

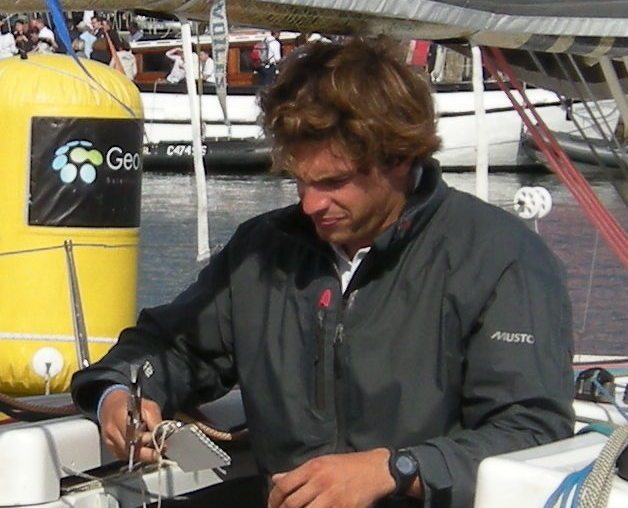
Charlie Dalin vainqueur en Série double avec Laurence Château en 2007, et en Série solo en 2009.

| Année | Vainqueurs                                 | Bateau                         | Temps                |
| ----- | ------------------------------------------ | ------------------------------ | -------------------- |
| 1993  | Florence Vaysse et Jean Ducournau          | L'Intrigue                     | 8 j 21 h 26 min 13 s |
| 1995  | Didier Le Moigne et J.-M. Péron            | Tyrando                        |                      |
| 1997  | Philippe Debord et J.-L. Domec             | Phiflope II                    |                      |
| 1999  | Philippe Ferchaud et Valérie Peltier       | Wakatepe                       |                      |
| 2001  | Bertrand Lecharpentier et Philippe Caignec | Wake up                        |                      |
| 2003  | Antoine Debled et François Lucas           | Total'ment                     |                      |
| 2005  | Antoine Debled et Tiphaine Legoupil        | Petit Auguste                  | 4 j 8 h 22 min 10 s  |
| 2007  | Laurence Château et Charlie Dalin          | Okofen France                  | 3 j 3 h 21 min 13 s  |
| 2009  | Claire Ferchaud et Peter Laureyssens       | Ville de Talmont-Saint-Hilaire | 5 j 14 h 29 min 5 s  |
| 2011  | Éric Mézières et Benoît Amalric            | Jaja                           | 5 j 14 h 36 min 22 s |
| 2013  | Jean-Baptiste Lemaire et Jean-Paul Vaur    | Œuvre du marin breton          | 4 j 2 h 34 min 41 s  |
| 2015  | Albert Lagneaux et Stéphanie Alran         | Carac                          | 2 j 19 h 21 min 27 s |
| 2017  | Chris Lükermann et Nicolas d'Estais        | Orafol                         | 4 j 12 h 8 min 37 s  |
| 2019  | Guillaume Quilfen et Claire Montecot       | Clair'Océan Sailing            | 3 j 13 h 9 min 58 s  |
| 2021  | Amaury Guérin et Arthur Pénet              | Team Vendée Formation 995      | 3 j 15 h 21 min 59 s |
| 2023  | Noémie Catalano et Hugo Cardon             | Kokomo 1076                    | 3 j 1 h 25 min 19 s  |
| 2025  | Louise Comont et Joseph Cloarec            | Mini Interaction' 994          | 3 j 20 h 41 min 16 s |

### Proto double
| Année | Vainqueurs                                | Bateau                          | Temps                |
| ----- | ----------------------------------------- | ------------------------------- | -------------------- |
| 1993  | Pierre Rolland et Éric Corazza            | Boule de neige                  | 7 j 21 h 31 min 22 s |
| 1995  | François Robert et Pierre-Luc Muyle       | Concept et maîtrise             |                      |
| 1997  | Pascal Fievet et David Borle              | Sofratherm                      |                      |
| 1999  | Michel Kleinjans (nl) et Ian Wittevrongel | PM Charles                      |                      |
| 2001  | Bruno Garcia et Willy Garcia              | Balsamar.com                    |                      |
| 2003  | Olivier Servettaz et Julien Gresset       | Casoar                          |                      |
| 2005  | Yvan Noblet et Manuel Castilla            | Appart' City                    | 4 j 6 h 3 min 26 s,  |
| 2007  | Bertrand Delesne et Erwan Sudrie          | Legall-Menguy                   | 3 j 6 h 16 min 0 s   |
| 2009  | Alexandre Marmorat et Rémi Beauvais       | Désiré                          | 5 j 7 h 39 min 9 s   |
| 2011  | Maxime Dolet et Thomas Cardrin            | Neo vivo, pour une maison saine | 5 j 14 h 50 min 2 s  |
| 2013  | Maxime Eveillard et André Lorry           | Sea Zaitre                      | 3 j 22 h 24 min 48 s |
| 2015  | Florian Lakeman et Suzanne Pen            | Gimmick                         | 3 j 0 h 1 min 8 s    |
| 2017  | Clément Machetel et Jay Thompson          | April Marine                    | 4 j 7 h 49 min 33 s  |
| 2019  | Tim Darni et Éric Darni                   | Diabol'o Sailing Solutions      | 3 j 16 h 21 min 40 s |
| 2021  | Marie Gendron et Geoffrey Morel           | Cassiopée 930                   | 3 j 14 h 51 min 12 s |
| 2023  | Victor Mathieu et Maxime Dagorne          | Celeris Informatique 967        | 3 j 1 h 14 min 22 s  |
| 2025  | Robinson Pozzoli et Antonin Chapot        | Uoum 1026                       | 3 j 8 h 33 min 45 s  |